# Markus Wasser
Markus Wasser (ur. 7 maja 1968 w Aarau) – szwajcarski bobsleista. Srebrny medalista olimpijski z Nagano.
Zawody w 1998 były jego jedynymi igrzyskami olimpijskimi. Po medal sięgnął w czwórkach. Załogę boba stanowili również Marcel Rohner, Markus Nüssli i Beat Seitz. Był wicemistrzem globu w czwórkach w 1996.